# Ufeus electra
Ufeus electra là một loài bướm đêm trong họ Noctuidae.